# Tai jezici
Tai jezici (privatni kod: taix), uža skupina Tai-Sek jezika, šire skupine Be-Tai. prema ranijoj klasifikaciji obuhvaćala je (48) jezika. koji se govore u Indokini (Vijetnam, Laos, Tajland, Burma), Indiji i Kini.
a) Centralni (6): cao lan, e, južni zhuang, nung, tày, ts’ün-Lao;
b) istočni centralni/East Central (1): turung;
c) sjeverni/Northern (4): bouyei, sjeverni zhuang, tai mène, yoy;
d) jugozapadni/Southwestern (32):
d1. tai ya;
d2. istočni centralni/East Central (10):
a. Chiang Saeng (10): phuan, sjeverni thai, tai daeng, tai dam, tai dón, tai hang tong, tày tac, thai, thai song, thu lao,
d3. Lao-Phutai (4): lao, nyaw, phu thai, sjeveroistočni thai;
d4. sjeverozapad/Northwest (9): ahom, aiton, khamti, khamyang, khün, lü, phake, shan, tai nüa;
d5. pa di;
d6. pu ko;
d7. južni/Southern (1): južni thai;
d8. tai long;
d9. tai thanh;
d10. tày sa pa,
d11. Neklasificirani (2): tai hongjin, yong;
e) nekalsificirani (1): kuan;
f) rien;
g) tai do;
h) tai pao;
i) tay khang
Današnja klasifikacija je nešto drugačija. prema njoj sastoji se od 61 jezika., to su:
a. centralni tai jezici (10): cao lan [mlc] (vijetnam), nung [nut] (vijetnam), tày jezik [tyz] (vijetnam), ts’ün-lao jezik [tsl] (vijetnam), dai zhuang [zhd] (Kina), minz zhuang [zgm] (Kina), nong zhuang [zhn] (Kina), yang zhuang [zyg] (Kina), yongnan zhuang [zyn] (Kina), zuojiang zhuang [zzj] (Kina)
b. istočni centralni tai jezici (1): turung [try] (Indija)
c. sjeverni tai jezici (13): bouyei jezik [pcc] (Kina), tai mène [tmp] (Laos), yoy [yoy] (Tajland), centralni hongshuihe zhuang [zch] (Kina), istočni hongshuihe Zhuang [zeh] (Kina), guibei zhuang [zgb] (Kina), guibian zhuang [zgn] (Kina), lianshan zhuang [zln] (Kina), liujiang zhuang [zlj] (Kina), liuqian zhuang [zlq] (Kina), qiubei zhuang [zqe] (Kina), yongbei zhuang [zyb] (Kina), youjiang zhuang [zyj] (Kina)
d.jugozapadni tai jezici (32): pa di [pdi] (Kina), pu ko [puk] (Laos), tai long [thi] (Laos), tai thanh [tmm] (Vijetnam), tai ya [cuu] (Kina), tày sa pa [tys] (Vijetnam)
e. neklasificirani (1): kuan [uan] (Laos)
Rien [rie] (Laos)
tai do [tyj] (Vijetnam)
tai pao [tpo] (Laos)
tay khang [tnu] (Laos)

## Vanjske poveznice
- Ethnologue (14th)